# Emma Eliasson
Emma Eliasson (ur. 12 czerwca 1989) — szwedzka hokeistka, reprezentantka kraju, dwukrotna uczestniczka igrzysk olimpijskich. Srebrna medalistka olimpijska z Turynu.
Z reprezentacją zajęła drugie miejsce na igrzyskach w 2006 i czwarte cztery lata później. Brała udział w kilku edycjach mistrzostw świata, w 2005 i 2007 zdobywając brązowe medale. Reprezentowała kluby MoDo HK/Kiruna AIF i Brynäs IF.